# Topolovnik
Topolovnik (izvirno srbsko Тополовник) je naselje v Srbiji, ki upravno spada pod Občino Veliko Gradište; slednja pa je del Braničevskega upravnega okraja.

## Demografija
V naselju živi 1459 polnoletnih prebivalcev, pri čemer je njihova povprečna starost 41,5 let (39,5 pri moških in 43,3 pri ženskah). Naselje ima 372 gospodinjstev, pri čemer je povprečno število članov na gospodinjstvo 4,9.
To naselje je, glede na rezultate popisa iz leta 2002, večinoma srbsko. 
|  |

| Demografija | Demografija     | Demografija     |
| Leto        | Št. prebivalcev | Št. prebivalcev |
| ----------- | --------------- | --------------- |
|             |                 |                 |
|             |                 |                 |
|             |                 |                 |
|             |                 |                 |
| 1948        | 1977            |                 |
| 1953        | 1924            |                 |
| 1961        | 1850            |                 |
| 1971        | 1901            |                 |
| 1981        | 1969            |                 |
| 1991        | 2154            | 1622            |
| 2002        | 1824            | 1459            |
|             |                 |                 |

| Etnična sestava po popisu iz leta 2002 | Etnična sestava po popisu iz leta 2002 | Etnična sestava po popisu iz leta 2002 | Etnična sestava po popisu iz leta 2002 | Etnična sestava po popisu iz leta 2002 |
| -------------------------------------- | -------------------------------------- | -------------------------------------- | -------------------------------------- | -------------------------------------- |
| Srbi                                   | Srbi                                   |                                        | 1.542                                  | 84,15%                                 |
| Vlahi                                  | Vlahi                                  |                                        | 237                                    | 13,02%                                 |
| Romuni                                 | Romuni                                 |                                        | 21                                     | 1,18%                                  |
| Črnogorci                              | Črnogorci                              |                                        | 4                                      | 0,36%                                  |
| Makedonci                              | Makedonci                              |                                        | 1                                      | 0,09%                                  |
| Neznano                                | Neznano                                |                                        | 11                                     | 0,63%                                  |